# Mastitis (Haustiere)
Als Mastitis wird in der Medizin eine Entzündung der Milchdrüse bezeichnet. Sie wird meist durch Bakterien verursacht und hat bei den Haustieren, die zur Milchproduktion verwendet werden (Rinder, Schafe, Ziegen), eine besondere Bedeutung für die menschliche Gesundheit. Darüber hinaus hat sie eine große wirtschaftliche Bedeutung durch Milchverluste, Behandlungskosten sowie als Ursache für das Aussondern von Tieren aus einem Milchviehbetrieb (Abgangsursache). Allein bei Milchkühen wird in Deutschland der jährliche wirtschaftliche Schaden durch Euterentzündungen auf 255 Millionen Euro geschätzt.

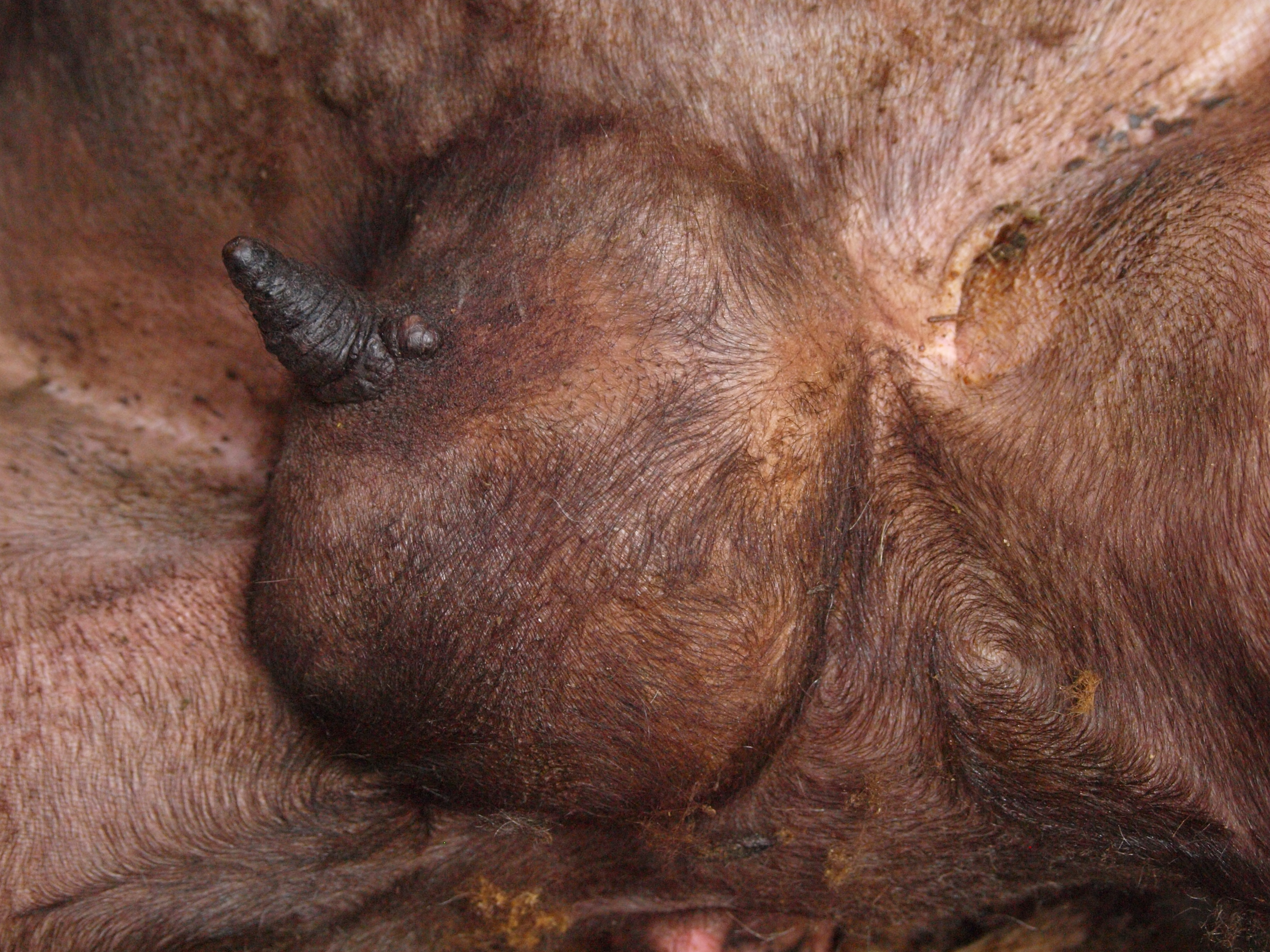
Abgeheilte Mastitis beim Schaf mit Verlust einer Euterhälfte

Die Mastitis ist beim Hausschwein Bestandteil des MMA-Komplexes. Bei anderen Haustieren, z. B. Hunden und Katzen, tritt eine Mastitis seltener auf.

## Pathogenese
Die Infektion erfolgt vor allem als aufsteigende bakterielle Besiedlung der Milchdrüse über den Strichkanal (galaktogen). Ein Eindringen über den Blutweg (hämatogen) ist ebenfalls möglich. Die Krankheitserreger vermehren sich im Hohlraumsystem der Milchdrüse und greifen das Drüsengewebe an, so dass es zu einer entzündlichen Reaktion kommt. Meist führt bereits eine geringgradige Mastitis zu einer Atrophie des milchproduzierenden Drüsenepithels und damit zu einem Absinken der Milchleistung.

## Einteilung
Nach der Lokalisation der Entzündung unterscheidet man die Mastitis parenchymatosa, bei der das eigentliche Drüsengewebe (Parenchym) betroffen ist und die Mastitis interstitialis, bei der das Zwischengewebe (Interstitium) erkrankt ist.

## Erreger
Bei der Milchkuh sind beispielsweise spezifische Keime wie Streptococcus agalactiae (Erreger der sog. GALT-Mastitis oder Gelber Galt), Streptococcus dysgalactiae und Staphylococcus aureus oder Umweltkeime wie Coliforme Keime, Pseudomonas spp. und Streptococcus uberis Auslöser einer Mastitis. Mycobacterium tuberculosis und Mycobacterium bovis (Mastitis tuberculosa) und deren Ausscheidung über die Milch spielten in der Vergangenheit eine große Rolle in der Epidemiologie der Tuberkulose des Menschen. Gelegentlich sind auch Grünalgen aus der Gattung Prototheca sowie Schlauchpilze (Candida ssp., Cryptococcus ssp., Pichia ssp.) Auslöser einer Mastitis (Pilzmastitis).
Bei Schaf und Ziege dominieren Staphylococcus aureus und Pasteurella haemolytica, beim Schwein wird eine Mastitis vor allem durch Coliforme Keime verursacht.

## Mastitisformen beim Rind

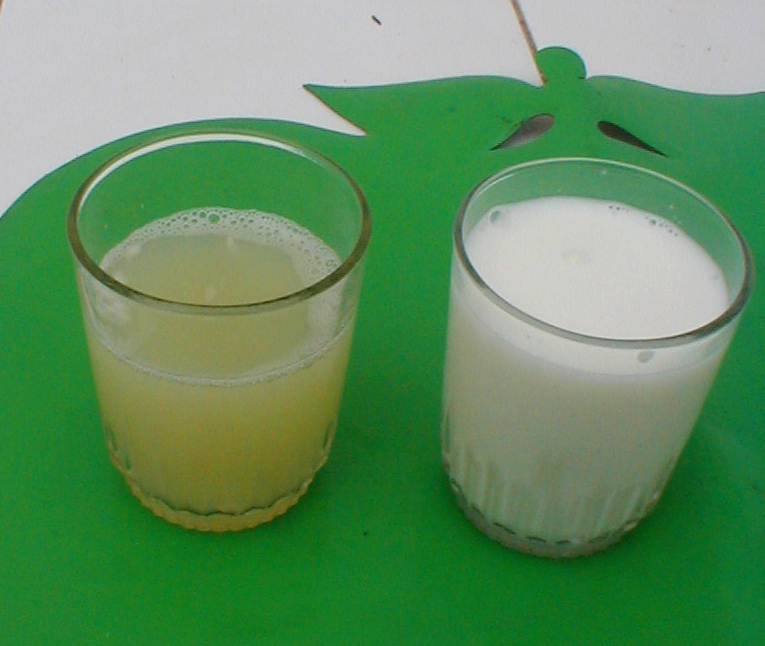
Euterdrüsensekret bei E. coli Mastitis von einer Milchkuh (links), im Vergleich mit normaler Milch (rechts)

### Mastitis catarrhalis
Die Mastitis catarrhalis (syn. katarrhalische Mastitis) ist gekennzeichnet durch entzündliche Absonderungen im Bereich der Drüsenschleimhaut (Exsudation). Erreger sind vor allem grampositive, seltener gramnegative Keime sowie Hefen. Nach dem Krankheitsverlauf werden subklinische, chronische und akute katarrhalische Mastitis unterschieden.

#### Mastitis catarrhalis subclinica
Bei der subklinischen katarrhalischen Mastitis sind weder sinnfällige Veränderungen des Eutersekretes noch typische Palpationsbefunde am Euter festzustellen. Verdächtige Kühe fallen meist erst bei der Bestimmung des Zellgehaltes im Rahmen der Milchleistungsprüfung auf (>250.000 Zellen/ml im Gesamtgemelk). Durch eine zytobakteriologische Untersuchung ist sie von einer reinen Sekretionsstörung (Zellzahlerhöhung ohne gleichzeitiges Vorhandensein von Erregern) sowie von einer latenten Mastitis (Erregernachweis bei normalem zytologischen Befund) abzugrenzen.

#### Mastitis catarrhalis chronica
Die chronische Form kann aus einer subklinischen Mastitis hervorgehen oder sich an eine nicht oder erfolglos therapierte akute katarrhalische Mastitis (s. u.) anschließen. Typisch sind die bindegewebigen palpierbaren Veränderungen im Drüsengewebe. Das Eutersekret behält Milchcharakter, enthält aber feine oder grobe Eiterflocken. Betroffene Tiere zeigen ein ungestörtes Allgemeinbefinden.

#### Mastitis catarrhalis acuta
Am erkrankten Euterviertel sind typische Entzündungszeichen wie Wärme, Rötung und Schmerzhaftigkeit festzustellen. Das Tier zeigt Fieber bei ansonsten eher ungestörtem Allgemeinbefinden. Das Sekret behält Milchcharakter, enthält aber zusätzlich gelbliche Eiter- und/oder weißliche Fibrinflocken.

### Mastitis apostematosa
Synonym wird diese Mastitis als abszedierende Mastitis, Pyogenesmastitis oder Holsteinische Euterseuche bezeichnet.

#### Pyogenesmastitis der Kühe
Die Pyogenesmastitis („Sommermastitis“, „Weidemastitis“) ist meist Folge einer schweren katarrhalischen Mastitis oder eine Spätkomplikation bei Euter- oder Zitzenverletzungen. Sie wird durch eine Sekundärinfektion mit Trueperella pyogenes (früher Arcanobacterium pyogenes) verursacht. Die Erkrankung verläuft meist chronisch, ohne Störung des Allgemeinbefindens und geht mit Abszessbildung einher. In der Endphase geht sie in eine phlegmonöse Mastitis (s. u.) über und führt zu Fieber, Inappetenz und Abgeschlagenheit. Über das Blut ist eine Übersiedlung der Erreger (Metastasierung) beispielsweise in Leber, Lunge oder Niere möglich. Das Eutersekret hat einen typischen fauligen Geruch und ist je nach Krankheitsstadium breiartig oder wässrig mit eitrig-blutigen Flocken und nekrotischen Gewebsfetzen.

#### Sommermastitis der Jungrinder und Färsen
Diese Mastitisform ist ätiologisch und pathogenetisch von der Pyogenesmastitis der Kühe abzugrenzen. Sie tritt vor allem im Sommer zur Hauptflugzeit bestimmter Insekten (Hydrotaea irritans) auf. Die Erreger, welche nach Insektenstichen über kleine Hautläsionen in das Euter gelangen, sind neben Arcanobacterium pyogenes auch andere Bakterien. Für den akuten und schweren Krankheitsverlauf wird eine Überempfindlichkeitsreaktion in Form des Arthus-Phänomens verantwortlich gemacht. Das erkrankte Euterviertel schmilzt innerhalb weniger Tage vollkommen ein und ist als erbsbreiartiges Sekret ermelkbar. Die Tiere zeigen hohes Fieber und Schmerzhaftigkeit.

### Mastitis phlegmonosa
Synonyme sind Mastitis acuta gravis und Colimastitis. Letzteres trifft nicht ganz zu, da neben coliformen Keimen auch Clostridien oder Pseudomonaden als Erreger infrage kommen. Die Mastitis phlegmonosa verläuft akut bis perakut und ist häufig lebensbedrohend. Durch die Freisetzung von bakteriellen Toxinen werden Gefäßwände sowie Gewebs- und Zellmembranen geschädigt. Es kommt rasch zu einem hochgradigen Euterödem und/oder zum Absterben von Drüsengewebe. Die Tiere zeigen eine starke Störung des Allgemeinbefindens mit Apathie, Fieber und starken Schmerzen. Im Endstadium ist eine Lähmung der Hinterhand möglich. Als lokale Symptome sind Rötung, Umfangsvermehrung, Schmerz und Läsionen der Euterhaut feststellbar. Das Eutersekret besitzt keinen Milchcharakter mehr. Es ist serumartig oder wässrig und kann Fibrinflocken enthalten. Bei perakutem Verlauf ist die Entwicklung einer Eutergangrän möglich.

### Mastitis granulomatosa
Diese Erkrankungsform kommt seltener vor und wird durch Hefen, Pilze, Nocardien oder Algen (Prototheca zopfii) verursacht. Zur Granulombildung kommt es aufgrund der schlechten Phagozytierbarkeit der relativ großen Erreger und deren Mycelbildung.

## Mastitisformen bei Schaf und Ziege
Die Infektiöse Agalaktie der Schafe und Ziegen ist eine durch Mykoplasmen hervorgerufene Mastitis bei der neben dem Euter auch Augen oder Gelenke befallen werden können. Sie führt zu einem Abfall der Milchleistung und damit zu wirtschaftlichen Verlusten. In der Schweiz gehört sie zu den auszurottenden Seuchen.

## Behandlung
Grundsätzlich ist vor Beginn einer Therapie eine Milchprobenentnahme für die mikrobiologische Untersuchung empfehlenswert. Dieses Vorgehen sichert die Diagnose und ermöglicht eine gezielte Behandlung gegen den verursachenden Erreger.
Bei der lokalen Behandlung (intrazisternal – in die Zitzenzisterne) ist das sorgfältige Ausmelken des betroffenen Viertels vor der Medikamentenapplikation besonders wichtig. Bei unsicherer Diagnose wird zunächst ein Breitbandantibiotikum eingesetzt und nach dem Erregernachweis auf ein spezifisches Antibiotikum umgestellt.
Eine parenterale antibiotische Therapie ist aufgrund der ungestörten Blut-Euter-Schranke bei einer chronischen Mastitis nur mit Penethamathydrojodid oder Makrolidantibiotika möglich. Im Gegensatz dazu können bei der akuten Mastits aufgrund gestörter Blut-Euter-Schranke auch Antibiotika eingesetzt werden, welche diese Schranke normalerweise nicht passieren. Weiterhin kann parenteral eine fiebersenkende, schmerzlindernde und entzündungshemmende Therapie mit NSAIDs erfolgen – diese ist bei verschiedenen Erregern (wie E. coli) auch wichtig, um die von den Bakterien freigesetzten Toxine zu bekämpfen.
Die Therapie einer chronischen Mastitis kann mit durchblutungsfördernden (hyperämisierenden) Salben oder warmen Euterduschen unterstützt werden. Bei sehr starken Sekretveränderungen sind Spülungen der betroffenen Euterviertel möglich.

## Prophylaxe
Oberste Priorität hat stets die Hygiene. Dieser Grundsatz gilt nicht nur für den Melkvorgang, sondern auch für die Haltungsbedingungen. Bezüglich der Sommermastitis der Färsen ist eine Anwendung von Repellents angebracht.

## Mastitis beim Hund

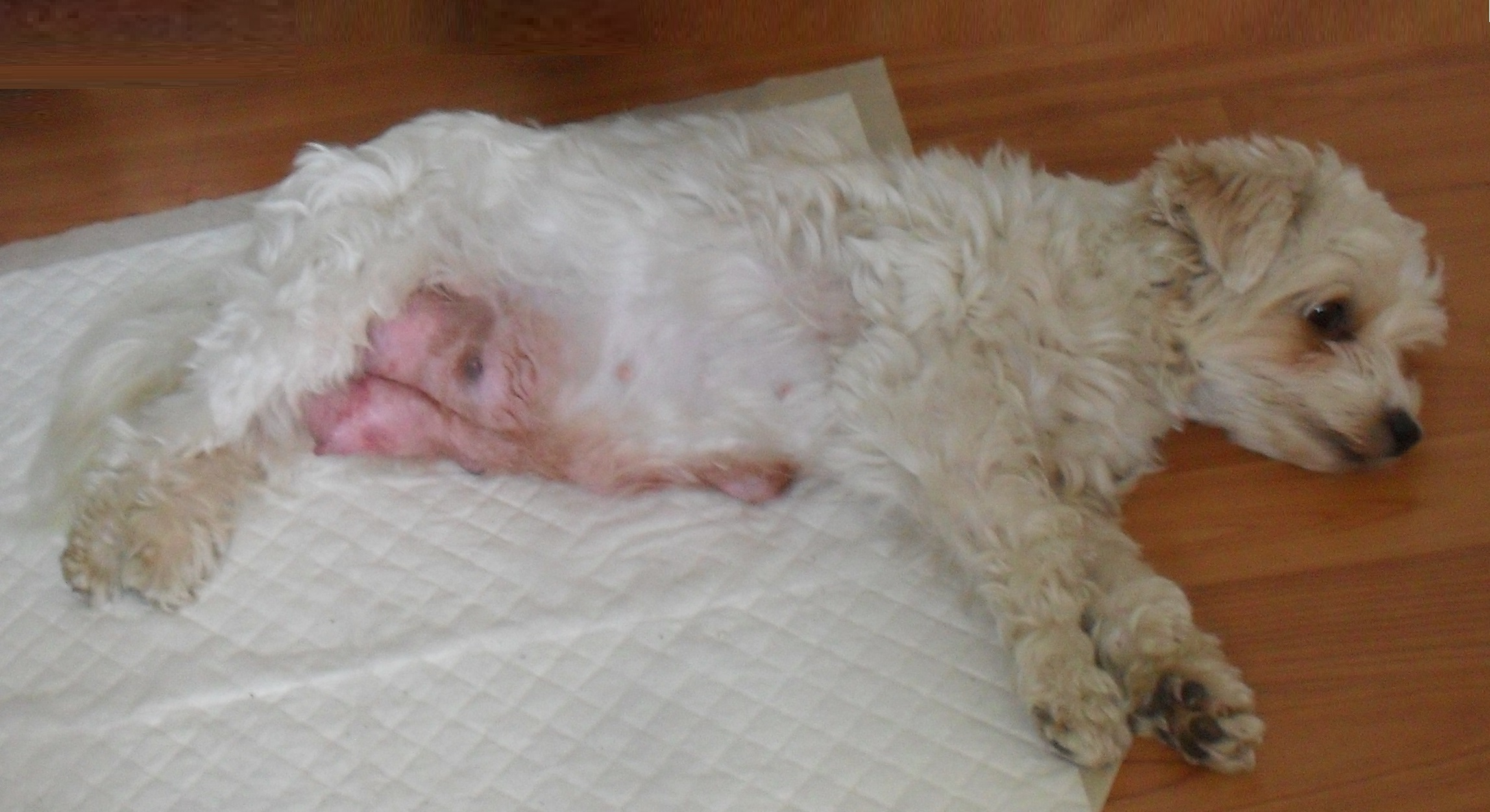
Strapaziertes Gesäuge: zwei unterentwickelte Zitzen von Welpen nicht aktiviert, zwei vordere Zitzen beim Durchschlüpfen durch einen Zaun abgerissen. Die hinteren Milchdrüsenkomplexe sind geschwollen. Durch Saugen eines Welpen neben einer Zitze sind Hämatome entstanden. Mastitis konnte verhindert werden.

Bei Hündinnen kann es während der Säugezeit zu einer infektiösen Entzündung am Gesäuge kommen, die der sofortigen tierärztlichen Versorgung bedarf. Die beteiligten Bakterien dringen manchmal durch die Milchausführgänge der Zitzen ein. Risikofaktoren sind unzureichende Hygiene in der Umgebung, eine gleichzeitig bestehende Metritis, kleine Verletzungen durch die scharfen Krallen der Welpen aber auch Hämatome am Gesäuge, ebenso ein Milchstau, beispielsweise bei Verlust der Welpen oder zu schnellem Abstillen. Die Erkrankung hat einen akuten Verlauf und kann für die Hündin lebensbedrohlich sein. Zur Behandlung stehen Antibiotika zur Verfügung. Da das Antibiotikum von den Welpen mit der Muttermilch aufgenommen wird, sind Tetracycline, Fluorchinolone und Chloramphenicol während des Säugens kontraindiziert. Bei schwerem Verlauf müssen die Welpen abgesetzt und durch Handaufzucht ernährt werden. Breitbandantibiotika wie Ampicillin, Amoxicillin oder Cephalosporine in der Muttermilch werden von den saugenden Welpen eher vertragen. Nichtsteroidale Entzündungshemmer können die antimikrobielle Behandlung ergänzen. Bei ganz leichtem Verlauf unter Behandlung kann die Hündin weitersäugen und durch Flaschenzufütterung entlastet werden.